# Heliconia richardiana
Heliconia richardiana är en enhjärtbladig växtart som beskrevs av Friedrich Anton Wilhelm Miquel. Heliconia richardiana ingår i släktet Heliconia och familjen Heliconiaceae. Inga underarter finns listade.